# Anatoli Demiànenko
Anatoli Vassíliovitx Demiànenko (ucraïnès Анатолiй Васильович Дем'яненко) (Dnipropetrovsk, 19 de febrer, 1959) fou un futbolista i entrenador de futbol ucraïnès.
Demiànenko passà la major part de la seva vida futbolística al Dinamo de Kíiv, on fou capità i votat el 2000 com el tercer millor jugador del segle del club en una votació, just per darrere d'Andrí Xevtxenko i Oleh Blokhín. És el tercer jugador que més partits ha disputat amb la selecció de l'URSS, amb la qual ha disputat tres Mundials.
Començà la seva carrera d'entrenador al Dinamo de Kíiv el 2005. Després d'una lliga i dues copes, deixà el club el 2007. El gener del 2008 signà amb el PFC Neftchi de l'Azerbaidjan.

## Palmarès
Com a jugador
- Lliga soviètica de futbol: 1980, 1981, 1985, 1986, 1990
- Copa soviètica de futbol: 1982, 1985, 1987, 1990
- Supercopa soviètica de futbol: 1980, 1985, 1986
- Recopa d'Europa de futbol: 1986
- Trofeu Santiago Bernabéu: 1986
- Lliga ucraïnesa de futbol: 1993
- Copa ucraïnesa de futbol: 1993
- Futbolista ucraïnès de l'any: 1982, 1985
- Futbolista soviètic de l'any: 1985
- Medalla d'or als Jocs Olímpics de 1988
- Finalista de l'Eurocopa de futbol de 1988

Com a entrenador
- Lliga ucraïnesa de futbol: 2006
- Copa ucraïnesa de futbol: 2006, 2007